# Jean-Nicolas Perlot
Pour les articles homonymes, voir Perlot.
Jean-Nicolas Perlot, né à Herbeumont le 6 décembre 1823 et mort à Arlon le 16 janvier 1900, est un aventurier et auteur belge, connu pour son autobiographie où il décrit ses activités de chercheur d'or en Californie puis de jardinier et agent immobilier à Portland tout en témoignant de l'évolution de ces activités et régions dans la 2de moitié du XIXe siècle.

## Biographie
Il est mis au travail à 11 ans dans une carrière d'ardoise.  Élève à Bouillon et à Bastogne, il s'enfuit de l'école pour Paris via Sedan en 1845.  Le 3 octobre 1850, il monte à bord du Courrier de Cherbourg et débarque le 6 avril 1851 à Monterey (Californie).
Le 2 mai 1851, il arrive aux placers de la région de Mariposa. Jusqu'en mai 1857, il est orpailleur dans les comtés de Mariposa, Fresno, Merced, Madera et Tulare.
Fin juin 1857, il quitte cette région et se rend à Portland, en Oregon, où il s'établit bientôt comme jardinier.  Ses fructueuses affaires lui permettent d'acheter plusieurs terrains.  Il revient à Herbeumont fin 1867 et repart dès janvier 1868 pour Portland, avec sa fiancée qu'il épouse durant la traversée. Perlot se concentre alors sur la vente de ses terrains. Le 13 avril 1872, il quitte Portland pour revenir définitivement en Ardenne.
De retour en Belgique, Jean-Nicolas Perlot s'établit à Arlon.  Il y est élu conseiller communal.  Il y rédige ses mémoires et vit assez confortablement.

## Témoignage
Dans son autobiographie, Jean-Nicolas Perlot décrit de nombreux aspects de sa vie de chercheur d'or : les techniques, l'influence du climat, l'organisation et les lois des mineurs, la lutte contre les Indiens...  Il y fait également état des transformations auxquelles sont sujettes la Californie et Portland à cette époque : arrivée des Chinois dans les placers californiens vers 1858, quadruplement de la population de Portland de 1857 à 1869...  Enfin, il mentionne un certain nombre de Belges, dont plusieurs natifs d'Herbeumont, qui furent actifs aux États-Unis à la même période que lui.
Son autobiographie a été traduite en anglais, publiée en 1985 et rééditée en 1998.